# Karleen Thompson
Karleen Shields, coniugata Thompson (San Diego, 1º luglio 1968), è un'allenatrice di pallacanestro statunitense, professionista nella WNBA.

## Carriera
Ha guidato per una stagione le Los Angeles Sparks e per due stagioni le Houston Comets.